# Zoo Tycoon
A Zoo Tycoon egy állatkertépítős gazdasági szimulációs videójáték, melyet a Blue Fang Games fejlesztett és a Microsoft adott ki még 2001-ben, 2005-ben pedig átportolták Nintendo DS-re. Az alapjátékot két kiegészítő csomag követte, a Dinosaur Digs és a Marine Mania, amelyek 2002-ben jelentek meg. Ezt követően 2004-ben megjelent a folytatása Zoo Tycoon 2 néven.

## Története
A Zoo Tycoon már több mint egymillió példányban kelt el megjelenése óta. A játékban egy állatkertet kell menedzselni, állatokat betelepíteni, a ketrecek berendezését kialakítani az állatok igényeinek megfelelően, és mindezt üzemeltetni: látogatóktól belépődíjat szedni, az állatkertet fenntartani. A látogatók ellátásáról is gondoskodni kell különböző boltok, üzletek megnyitásával és üzemeltetésével.
A játék első kiegészítője a Zoo Tycoon: Dinosaur Digs (Dinoszauruszok) volt, amivel egy dinoszaurusz állatkertet lehetett építeni, a második kiegészítő a 2002-ben megjelent Zoo Tycoon: Marine Mania volt. Ez tengeri állatvilág kialakítását tette lehetővé. A több mint 20 új faj és látványosság, mint például a tengeralatti alagút beépítése mellett arról is gondoskodni kell, hogy a látogatóinkat ne egyék meg az új jövevények.

## Állatok
zebra, thomson-gazella, zsiráf, oroszlán, pávián, gnú, víziló, fekete orrszarvú, leopárd, varacskos disznó, afrikai elefánt, gepárd, foltos hiéna, strucc, kafferbivaly, rózsás flamingó, vörös óriáskenguru, amerikai bölény, jávorszarvas, fekete medve, grizzly medve, farkas, szibériai tigris, fehér tigris, fekete párduc, nyugat alföldi gorilla, okapi, bengáli tigris, csimpánz, jaguár, mandrill, ködfoltos párduc, sörényes hangyász, hópárduc, óriáspanda, havasi juh, kőszáli kecske, markhor, egypúpú teve, oryx, bordás krokodil, kaliforniai oroszlánfóka, jegesmedve, császárpingvin, sarki farkas

### A Zoo Tycoon: Marine Mania kiegészítő állatai
A kiegészítő az alábbi állatokkal bővíti a játékot (az állatnevek után az általuk igényelt víztípust jelöltük): beluga - sarki víz, palackorrú delfin - víz, nagy fehércápa - víz, tigriscápa - trópusi víz, pörölycápa - trópusi víz, levesteknős - trópusi víz, narvál - sarki víz, atlanti ördögrája - trópusi víz, gyilkos bálna - sarki víz, rozmár - sarki víz, tengeri vidra - víz, karibi manátusz - trópusi víz, rövid úszójú makó cápa - trópusi víz, hosszúszárnyú bálna - víz, közönséges disznódelfin - víz, elefántfóka - sarki víz, óriáskalmár - víz, óriáspolip - víz, ámbráscet - víz, zöld muréna - trópusi víz, tonhal - víz, oroszlán sörényű medúza - víz.
Bónusz és "húsvéti tojás" állatok: nagy barrakuda - trópusi víz, grönlandi bálna - sarki víz, fűrészesrája - trópusi víz, kardhal - víz, cetcápa - trópusi víz, sellő - Víz

## Dolgozók
- gondozó, túravezető, karbantartó